# Vikas Bahl
Pour les articles homonymes, voir Bahl.
Vikas Bahl, né à New Delhi (Inde) en 1971, est un producteur indien de cinéma, scénariste et réalisateur. Il produit des films pour Phantom Films (en) et a été dirigeant de UTV Spot Boy. Il a remporté deux National Film Awards et un Filmfare Award.

## Filmographie partielle

### Au cinéma

#### Comme réalisateur
- 2011 : Chillar Party (en) (aussi scénariste)
- 2014 : Queen (aussi scénariste)
- 2015 : Shaandaar
- 2019 : Super 30